# 气功
气功（炁功）是透過以呼吸的调整、身体活动的调整和意识的调整（调息，调形，调心）為锻炼方法，可達到强身健体、健康身心、抗病减年、开发潜能等目的。
此概念發明於1979年7月15日，中國國務院召開的「中國氣功匯報會」中，將各種不同來源和原理的傳統練養功夫統一稱為「氣功」。
气功的種類繁多，主要可分為動功和靜功。動功是指以身體的活動為主的气功，如导引派以动功为主，特点是强调与意气相结合的肢体操作。而靜功是指身體不動，只靠意識、呼吸的自我控制來進行的氣功。大多气功方法是动静相间的。宗教中，道教的道士常會練習导引、内丹术气功。气功常配合武術或靜坐一起練習。

## 历史
气功发源地是中国。已知與气功一詞相關的最早紀錄，首見於晉朝許遜著的《靈劍子》描述气术的修練法，有關氣的概念歷史則更為悠久，气功的内容在古代通常分为吐呐、行气、布气、服气、导引、炼丹、修道、坐禅等等。中国古典的气功理论是建立在中医的养身健身理论上的，自上古时代即在流传。原始的气功一部分称为“舞”，如《吕氏春秋》所说的“筋骨瑟缩不达，故作为舞以宣导之”。春秋战国时期，一部分气功被概括于“导引按跷”之中。中医专著《黄帝内经》记载“提挈天地，把握阴阳，呼吸精气，独立守神，肌肉若一”、“积精全神”、“精神不散”等修炼方法。《老子》中提到“或嘘或吹”的吐纳功法。《庄子》也有“吹嘘呼吸，吐故呐新，熊经鸟伸，为寿而已矣。此导引之士，养形之人，彭祖寿考者之所好也”的记载。湖南长沙马王堆汉墓出土的文物中有帛书《却谷食气篇》和彩色帛画《导引图》。《却谷食气篇》是介绍呼吸吐呐方法为主的著作。《导引图》堪称最早的气功图谱，其中绘有44幅图像，是古代人们用气功防治疾病的写照。

### 氣功的研究
1955年，河北威县人劉貴珍开始在试验内养功的基础上主持气功疗法的临床和教学工作。1957年，刘贵珍所著《气功疗法实践》和他主持下编写的《内养功》出版，并被翻譯成日、英、印尼等語種，他的氣功概念也傳播到世界各地。在中國大陸引起了第一次全國性氣功高潮，陳毅、林伯渠、謝覺哉等領導人也進行了練功或題詞。1966年文革開始後，第一次氣功熱潮被迫中止。直到1976年，氣功重新獲得解放。
王任重在第二次氣功浪潮的推動中起了重要作用，國家科委、國防科工委、國家安全部等重要部門都對氣功進行了研究，新華社在内的衆多媒體為氣功熱潮起到了重要的宣傳推動作用。
中國中醫研究院在1983年成立了氣功研究室，1986年建立了氣功學碩士學位。

## 分类

### 硬氣功
又稱排打氣功，氣功武術的一種。練習者經過長期練習與意念導引，利用本身肉體肌肉與骨骼的力量，配合特定的呼吸方法，形成強固的防禦，以抵禦外界的攻擊。硬氣功的練習者，可以意念來強化身體的某一個部份。

### 軟氣功
佛教之坐禪冥想，道家之養生功(及現代之柔軟件操)，皆屬此類。不需要緊繃肌肉。將心念注意在深長呼吸上，使之無旁念。慢式太極拳路及中國武術南拳門派詠春的入門拳小念頭，即屬此類。軟氣功不需要大量消耗體力便可以加強肺氣量，亦可運動各處肌肉，包括人體內部之半隨意肌，活動（被動）人體內部之臟腑器官。

## 氣功的要素

### 调心
“调心”是气功的主要锻炼内容，也是区别于其它体育运动（例如体操）的根本要素。调心的基本内容包括“入静”和“存想”。“存想”就是通过意念想象一个境界，在融入感受这种境界的过程中锻炼自己的心性，是强化和调整精神力的一种方式，也是冥想、坐禅、练气前平静心情的一种方法。调心是气功的核心和难点，需要顽强的毅力和长期的锻炼才能成功。

### 调息
“调息”又称“吐纳”，常出现于冥想和气功等传统养生方法中对于呼吸的一种称谓，是一种调整呼吸的方法，即吐出浊气，呼入清气的过程。气功认为吐纳能把胸中的浊气从口中呼出，再由鼻中慢慢吸入清鲜之气。其中“吐”解释为呼气、释放、同化；“纳”解释为吸气、吸收、内敛；按各家流派不同细分为按照疾缓、深浅、次数、有意、无意等各种方式相结合的修炼方法，是气功的入门必修课程，气功中所指的吐纳不仅是呼吸的意思，更深层次讲是人与自然界交融、沟通的一种方式，可理解为生物磁场同宇宙磁场同步的一种方法。《云笈七签》认为吐纳过程可以吸取生气，吐出死气，达到长生不死的境界。

### 调形
“调形”可理解为通过系统的方法对身体的一种良性调节，通过一定的动作配合意识去引导体内肌肉、脏器、血脉、生物能量按照一定的规律要求运动，主要分为动静二大类，是气功入门必须课程之一。
- 五禽戲
- 八段錦
- 易筋經

## 氣的概念

### 本來字義
氣本義是指空氣，延伸人的呼吸。
廣義而言，氣是「能量」的統稱，中國道家的練氣公式「練氣化精，練精化炁，練炁化神，練神還虛」即指明氣有氣、精、炁、神四種層次。

### 中醫的概念
1. 六氣：－人體感受到的六種『氣候變化』或『外在影響』，如果從此生病、是為六邪。即風、寒、暑、濕、燥和火。風疹,指像風一樣,突然而來; 而且又有不定位置,可以到處走的疹.
2. 氣可以用來指涉生理現象，如營氣、衛氣、宗氣[4]、濁氣等等。這處用的概念有點不同. 營氣來自水谷精華（也就是食物中的營養）,它能營養身體. 這是中醫以一個作用的角度去形容人體的"動力"來源.

### 其他
除了生理現象外；也被用來描述情緒現象和意識現象，如正氣、邪氣等等。關於在氣功裡「氣」的本質，還沒有定論。

## 气功派別
气功在历史上处于民间流传的状态，并形成了医家、儒家、道家、佛家、武家等众多的流派。医家气功强调保健、延年，道家气功讲求性命双修，佛家密宗气功讲求明心见性，武术气功則注重強化肌肉，發勁等技击应用。气功与建立在樸素唯物論基礎上的內觀修行有着本质的区别。（待查證，此一依附關係與歷史史料發展不符合）
按照氣功功法的特點，可以分為導引派、吐納派、靜定派、存想派、週天派五大主要派別。

## 爭議

### 科学性及效果
美國计算生物学家薩爾茲堡認爲，批評美國許多醫學院出現中西醫結合療法，包括中醫、針灸、氣功，甚至替代醫學都進入了著名的馬里蘭大學醫學院，他批評針灸、氣功沒有經過科學實證支持，這些中西醫結合療法都是僞科學。一本介紹替代療法的書籍稱，許多對氣功的研究來自中國大陸，這些研究尚未在西方經過系統性的審查；氣功、瑜伽、靜坐等東方練習，終極目標帶有宗教性，能放鬆精神等作用，但也存在一定的副作用一名美國精神科醫師稱，美國1970年代起掀起了針灸熱、1990年代被美國官方認證，但他質疑中醫、針灸、氣功的療效，他說有調查沒有發現氣功師宣稱特異功能的證據、質疑中醫有副作用。。
人類史上最長壽的100人，沒有一位是氣功修習者，顯示無法證明氣功比適度的運動與充足的睡眠更有效（未有列舉氣功修習者的臨床實驗研究結果）。
在進行統計分析時還需要考慮各類複雜因素，比如很多人因體弱多病而練習氣功，其健康狀況在練功前就已不如其他人。

### 社会问题
部分气功被认为混杂了很多伪科学的内容，特别是其中宣扬特異功能者已经背离传统气功本义。此类气功及其社团往往还存在诈骗、神化个人等问题。这一问题在20世纪80年代至90年代的中国大陆气功界中较为典型。

### 引用
1. ↑  許遜#.   [2018-11-05]. （原始内容存档于2021-07-23）.
2. ↑  . 澎湃新闻. 2014-12-17  [2023-12-14]. （原始内容存档于2023-12-14） （中文）.
3. ↑  <氣的原理>頁64  湛若水著
4. ↑  宗氣:積於胸中之氣 <氣功三百問>頁44  林厚省著
5. ↑  郭海英中医养生学 （页面存档备份，存于）
6. ↑  李翺復性書 （页面存档备份，存于）
7. ↑  關尹子文始真經 （页面存档备份，存于）
8. ↑  安世高安般守意經 （页面存档备份，存于）
9. ↑  陳國璋、中華武術四大派梅花門流傳千年的居家養生法
10. 1 2  Beyerstein, B.  (PDF).   [2018-04-25]. （原始内容存档 (PDF)于2019-10-20）.
11. ↑  Steven Salzberg. .   [2018-04-25]. （原始内容存档于2018-03-07）.
12. ↑  Donal O'Mathuna; Walt Larimore, MD. . Zondervan. 2010-05-11: 249–250. ISBN 978-0-310-86100-3.
13. ↑  Stephen Barrett, M.D. .   [2018-04-25]. （原始内容存档于2010-09-29）.

## 外部連結
- 氣功醫療保健諮詢網（页面存档备份，存于），台北市氣功文化學會製作（繁體中文）